# Josef Thomayer

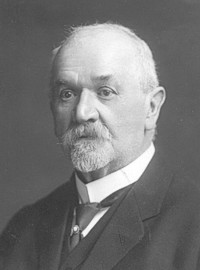

Josef Thomayer (* 23. März 1853 in Trhanov; † 18. Oktober 1927 in Prag) war ein tschechischer Arzt, Schriftsteller und Professor für Innere Medizin.
Er gilt als einer der Begründer der tschechischen medizinischen Wissenschaft, spielte eine wesentliche Rolle bei der Verbesserung der Bedingungen an tschechischen Kliniken, war der Schöpfer der tschechischen medizinischen Terminologie und Autor von populärwissenschaftlichen Büchern im Bereich der Medizin. Thomayer trug auch zur Gründung fachspezifischer medizinischer Zeitschriften bei.
Neben seiner beruflichen Tätigkeit war er literarisch aktiv und veröffentlichte Belletristik, Reisefeuilletons und Essays in Zeitschriften unter dem Pseudonym R. E. Jamot, einem phonetischen Anagramm seines Namens.

## Leben
Josef Thomayer wurde in einer Familie eines Herrschaftsgärtners geboren und wuchs in einem ländlichen Umfeld auf. Diese frühen Erfahrungen beeinflussten seine spätere Arbeit und literarische Schriften. Nach dem Abschluss seiner Oberschulbildung in Klatovy, wo er seine ersten literarischen Kontakte knüpfte, studierte Thomayer Medizin an der Karlsuniversität in Prag.
Sein beruflicher Werdegang war geprägt von einer Leidenschaft für die klinische Beobachtung und Lehre, die ihn zu einem geschätzten Pädagogen und Diagnostiker machte. Seine medizinische Karriere umfasste die Gründung des zweiten tschechischen medizinischen Journals "Sborník lékařský" und die Leitung der Poliklinik der tschechischen medizinischen Fakultät. Thomayer trug maßgeblich zur Entwicklung der tschechischen medizinischen Terminologie bei und war bekannt für seine originellen klinischen Beobachtungen.
Neben seiner medizinischen Tätigkeit war Thomayer ein produktiver Schriftsteller und Kritiker gesellschaftlicher Missstände. Seine literarischen Werke umfassen Feuilletons, Reisebilder und Bücher, die seine tiefgreifenden Beobachtungen der Natur und des menschlichen Zustands widerspiegeln.

## Vermächtnis
Josef Thomayer hinterließ ein bedeutendes Erbe in der medizinischen Wissenschaft und der tschechischen Literatur. Sein Einfluss auf die tschechische medizinische Terminologie und Literatur ist bis heute spürbar. Thomayers Engagement für die klinische Beobachtung und sein Beitrag zur medizinischen Ausbildung haben Generationen von Medizinern geprägt.

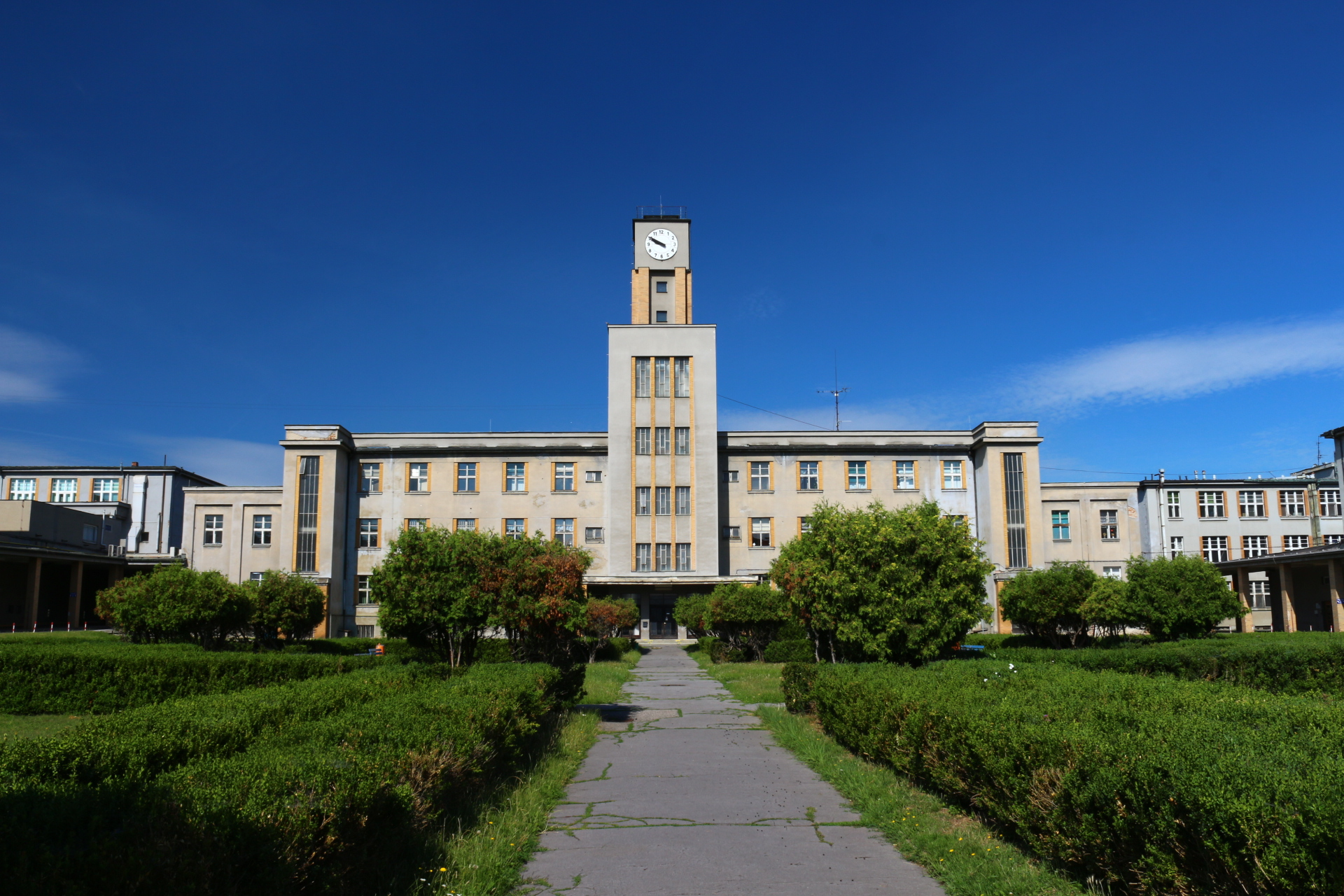
Das Universitätsklinikum der 1. Medizinischen Fakultät in Krč wurde 1954 zu Ehren von Josef Thomayer benannt und trägt bis heute seinen Namen

Thomayer lebte bis zu seinem Tod als Junggeselle und hinterließ ein vielschichtiges Bild. Er hatte sowohl zahlreiche Bewunderer als auch Gegner und pflegte Freundschaften in literarischen Kreisen. Als Schriftsteller genoss er die Anerkennung von Jan Neruda, Alois Jirásek, Zikmund Winter, Karel Václav Rais und Karel Matěj Čapek-Chod.
Thomayer trat vorzeitig in den Ruhestand und verstarb 1927, vermutlich an Darmkrebs. Er vermachte sein beträchtliches Vermögen der "Ústřední matice školská", seiner Bibliothek und Kunstkollektionen dem Nationalmuseum und der Nationalgalerie. Er ist in seinem Geburtsort Trhanov begraben.
Das Universitätsklinikum der 1. Medizinischen Fakultät in Krč wurde 1954 zu Ehren von Josef Thomayer benannt und trägt bis heute seinen Namen.